# 内蒙古自治区人民代表大会
内蒙古自治区人民代表大会，简称内蒙古自治区人大，是中华人民共和国内蒙古自治区的地方国家权力机关。其常设机构为内蒙古自治区人民代表大会常务委员会。